# ميفستو في أونيكس
ميفستو في أونيكس (بالإنجليزية: Mefisto in Onyx) هي رواية خيال علمي للكاتب الأمريكي هارلان إليسون .  ساهم فرانك ميللر في المقدمة وفن الغلاف.   نُشر في الأصل في مجلة أومني (OMNI) في أكتوبر 1993 ، ثم صدرت كمغلف مقوى في ديسمبر 1993 ، تم تضمين الرواية لاحقًا في مجموعة Harlan Ellison's 1997 Slippage . 
حصلت القصة على جائزة برام ستوكر لعام 1993 ، وتعادل مع The Night We Buried Road Dog بوساطة جاك كادي .  كما فازت بالمركز الأول فئة «أفضل نوفيلا» لجائزة لوكوس لعام 1994. 

## قطعة
خاطر أسود يتعمق في عقل قاتل متسلسل أبيض ينتظر تنفيذ حكم الإعدام فيه .